# کپنک‌چی (زاقاتالا)
کپنک‌چی (به لاتین: Kəpənəkçi) یک منطقه مسکونی در جمهوری آذربایجان است که در شهرستان زاقاتالا واقع شده است. کپنک‌چی ۹۶۵ نفر جمعیت دارد.